# Egidio Sulotto
Egidio Sulotto (Torino, 13 settembre 1908 – Torino, 2 dicembre 1999) è stato un partigiano, politico e sindacalista italiano.

## Biografia
Diplomatosi nel 1924 alla Scuola Industriale di II grado di Torino con la qualifica di disegnatore progettista, viene assunto nel 1925 prima alla Nebiolo Sezione Macchine e poi alla Fiat Lingotto.
Dopo una giovanile infatuazione per il movimento anarchico, si avvicina alle idee comuniste. Subisce un arresto dalla polizia fascista nel corso del 1939 per propaganda comunista, originato da una denuncia ai suoi danni da parte di alcuni colleghi di lavoro. Le accuse nei suoi confronti cadono però presto e dopo due settimane di detenzione presso le carceri Nuove di Torino viene rimesso in libertà.
Durante la guerra partigiana entra a far parte della XIIª brigata Sap e del Cln aziendale della Fiat Mirafiori; dopo la fine del conflitto viene nominato segretario del Consiglio di gestione della stessa azienda.
Nel 1946 viene eletto consigliere comunale a Torino nelle liste del PCI, carica che manterrà fino al 1964.
Licenziato dalla Fiat nel 1949 per aver sostenuto attivamente la "lotta dei tre mesi" per la rivalutazione dei salari e delle categorie mettendo a frutto la sua conoscenza del processo produttivo e della situazione finanziaria e salariale dell'azienda, diventa sindacalista a tempo pieno: nello stesso anno viene eletto segretario della Fiom provinciale, carica che ricopre fino al 1952, quando va a guidare la Camera del Lavoro di Torino-CGIL, dove resterà fino al 1958.
Il suo nome in questa fase è legato, tra le altre cose, alla progettazione nel 1952 di un modello di automobile utilitaria, la celebre "vetturetta 350" interamente ideata e costruita da operai comunisti, simbolo della orgogliosa rivendicazione della autonoma capacità produttiva della classe operaia torinese; essa è ritenuta come un'anticipazione della FIAT Seicento.
Nel 1958 viene eletto alla Camera dei deputati, ottenendo oltre 15.000 preferenze nella lista del PCI nel collegio di Torino, venendo poi riconfermato nelle due successive legislature (1963-1968 e 1968-1972): a Montecitorio si occupa in particolare di questioni relative al mondo del lavoro.
Dopo la fine dell'esperienza parlamentare ricopre varie cariche, tra cui quelle di membro del Consiglio nazionale dell'economia e del lavoro e di vicepresidente dell' "Istituto autonomo case popolari di Torino".
Muore a Torino a 91 anni il 2 dicembre 1999.